# أونيانقا كبير
أونيانقا كبير هي بلدة في الصحراء الكبرى في منطقة إنيدي شمال تشاد. تقع أونيانقا داخل مقاطعة إنيدي، في إقليم إنيدي الغربية، وتشكل أيضًا محافظة فرعية.

## المواصلات
يخدم المدينة مطار كبير.

## روابط خارجية
- خريطة القمر الصناعي في Maplandia